# Tityus rojasi
Espèce
Tityus rojasi est une espèce de scorpions de la famille des Buthidae.

## Distribution
Cette espèce est endémique de l'État de Carabobo au Venezuela. Elle se rencontre vers Valencia.

## Étymologie
Cette espèce est nommée en l'honneur de Pastor Rojas.

## Publication originale
- González-Sponga, 1996 : « Arácnidos de Venezuela: seis nuevas especies del género Tityus y redescripción de Tityus pococki Hirst, 1907, Tityus rugosus (Scenkel, 1932) N. comb. y Tityus nematochirus Mello-Leitao, 1940 (Scorpionida: Buthidae). » Acta Biologica Venezuelica, vol. 16, no 3, p. 1-38.